# 잠수정지휘관
잠수정지휘관(독일어: Befehlshaber der Unterseeboote; BdU 베펠스하버 데어 운터제에보테[*])은 제2차 세계대전 당시 독일 잠수정 병력의 최고지휘관이다. 지휘관 명칭이 BdU이기도 했고, 지휘관이 재직하는 부서명도 BdU라고 하기도 했다.
1939년 10월 17일 카를 되니츠가 1성장군으로 진급하면서 보직이 신설되었다. 되니츠는 1936년 1월부터 잠수정지도자 직을 역임하고 있었으며, 이때 제독으로 승진하면서 직함을 잠수정지휘관으로 바꾸었다.
1943년 1월 31일 되니츠가 대제독으로 진급하고 해군최고지휘관이 되었다. 되니츠는 잠수정지휘관직에서 물러나지 않고 해군최고지휘관과 겸직하면서 BdU 업무는 참모장 에버하르트 고트에게 맡겼다.
고트의 후임자는 한스 게오르크 폰 프리데부르크였으며, 프리데부르크가 종전 때까지 BdU를 책임졌다.
- 잠수정지휘관(Befehlshaber der Unterseeboote):
  - 대제독(5성장군) 카를 되니츠 (1939년 10월 17일 - 1943년 1월 31일)
- 국장(Abteilungschef):
  - 주력함장(대령급) 한스 게오르크 폰 프리데부르크 (1939년 10월 17일 - 1941년 9월 11일)
- 잠수정 제2제독(2. Admiral der Unterseeboote):
  - 후방제독(1성장군) 한스 게오르크 폰 프리데부르크 (1941년 9월 12일 - 1943년 4월 31일)
- 잠수정 지령제독(Kommandierender Admiral der Unterseeboote):
  - 제독(3성장군) 한스 게오르크 폰 프리데부르크 (1943년 2월 1일 - 1945년 4월 30일)
  - 주력함장 쿠르트 도브라츠 (1945년 5월 1일 - 1945년 5월 8일)
- 잠수정 지령제독 참모장(Stabschef des Kommandierenden Admirals der Unterseeboote):
  - 호위함장(중령급) 에흘러 보이케 (1943년 3월 - 1943년 5월)
  - 후방제독 에른스트 크라첸베르크 (1943년 6월 - 1945년 4월)
  - 주력함장 쿠르트 도브라츠 (1945년 4월)
  - 호위함장 에발트 엥글러 (1945년 5월 1일 - 1945년 5월 8일)

## 참고 자료
- Arnold Hague : The Allied Convoy System 1939–1945 (2000). ISBN 1-55125-033-0 (Canada); ISBN 1-86176-147-3 (UK).